# Емил Хатълфредсон
Емил Хатълфредсон (на исландски: Emil Hallfreðsson), роден на 29 юни 1984 г., е професионален исландски футболист, полузащитник, настоящ играч на италианския Удинезе и националния отбор на Исландия.

## Клубна кариера
Халфредсон започва кариерата си в отбора на родния си град – ФХ. След това през 2004 г. е продаден на английския Тотнъм. Там той се утвърждава във втория отбор, като е с основен принос за успехите му. През следващия сезон попада и в групите на първия отбор, но така и не записва игрови минути. След това, през 2006 г. е даден под наем на шведския Малмьо, където се утвърждава като титуляр, отбелязвайки 8 гола в 24 мача. Последва завръщане в Тотнъм, но и този път не играе за първия отбор.
През 2007 г. е продаден на норвежкия клуб Люн, където остава до 2010. Единствения си официален мач за отбора изиграва за Купата на страна срещу Будьо/Глимт, като прави асистенция за победния гол. Три дни по-късно ръководството на клуба обявява, че Халфредсон ще напусне в посока италианския Реджина.

### Реджина
Прави дебюта си за Реджина на 26 август 2007 г., при равенство срещу Аталанта. През първия си сезон за отбора играе редовно, но впоследствие започва да влиза в игра по-рядко.

### Барнзли
В началото на сезон 2009-10 преминава под наем в тима на Барнзли, като мачът, в който отбелязва дебютния си гол, е прекратен поради силен дъжд. За целия сезон играе в 27 мача, в които отбелязва 3 гола.

### Верона
На 31 август 2010 г. се завръща в Италия, подписвайки с отбора на Верона. През дебютния си сезон за отбора, Халфредсон играе редовно, помагайки на отбора да спечели промоция за Серия Б. След края на сезона Верона се възползва от опцията за закупуване за постоянно.

### Удинезе
На 30 януари 2016 г. се присъединява към Удинезе, като подписва договор за 2 години.

## Национален отбор
На 10 май 2016 г. излиза официалният състав на Исландия за Евро 2016, като Халфредсон е част от състава.